# 广州体育馆 (流花)
广州体育馆是广州市一座已被清拆的体育场馆，原位于广州市越秀区流花路与解放北路交界西北角，曾是华南地区最大的体育场馆，亦是当时中国大陆内仅次于北京体育馆的第二大体育馆，為广州建筑史上的重要建筑，见证了广州公共建筑由英法风格到苏联风格的过渡。
建筑面积1.86万平方米，由著名建筑师林克明设计，广州第一建筑工程公司施工，于1956年9月动工，1957年9月竣工。该馆采用大跨度反樑薄板刚架结构，跨度49米，高度22米，呈长方形的室内运动馆，四面的观众席共有5630个座位，左右两翼设有两层的举重室、乒乓球室、羽毛球室、拳击室、击剑室等。北面有运动员休息室、更衣室、浴室和洗手间。后座为练习馆。
1957年10月2日体育馆揭幕，当日进行了穗港澳乒乓球赛，当时还是港方球员的容国团有出席。不少广东本土体育健将如乒乓球世界冠军梁丽珍，羽毛球世界冠军侯加昌、庾耀东、关渭贞，体操世界冠军许志强，技巧世界冠军黎少文，举重世界纪录创造者陈满林、陈伟强等，均曾在广州体育馆训练或比赛过。
除体育赛事，旧广州体育馆承办过起各类演唱会，崔健、陈慧娴、草蜢、李达成、陈汝佳、汤莉等人都曾在此登台。
2000年前后，广州地铁在体育馆一带修建越秀公园站和通往广州火车站的区间隧道，因为工程理由当局决定拆除体育馆，为地铁施工开辟地皮。2001年5月18日，体育馆被定向爆破拆除。体育馆的拆除最初被认为工程庞大，于是便冠以“中国第一爆”。原地于2002年10月开始成为锦汉展览中心，2012年后停业拆卸，地皮现时为广州越秀国际会议中心。